# Marathyssa basalis
Marathyssa basalis là một loài bướm đêm trong họ Noctuidae.